# Renata Dąbrowska
Pour les articles homonymes, voir Dąbrowska.
Renata Dąbrowska, née le 8 février 1989, est une coureuse cycliste sur piste polonaise. Elle a été championne d'Europe de scratch juniors en 2007 et espoirs en 2010.

## Palmarès

### Championnats du monde
- Pruszkow 2009
  - 8e de l'omnium
  - 9e de la vitesse par équipes
  - 16e du keirin

- Copenhague 2010
  - 9e de la vitesse par équipes
  - 12e de l'omnium
  - 13e du keirin
  - 20e du 500 m
  - 25e de la vitesse

### Championnats d'Europe
- Athènes 2006
  -  Médaillée d'argent du keirin juniors
- Cottbus 2007
  -  Championne d'Europe du scratch juniors
  -  Médaillée d'argent du keirin juniors
- Pruszkow 2008
  -  Médaillée d'argent de la vitesse par équipes espoirs
- Minsk 2009
  -  Médaillée d'argent du keirin espoirs
  -  Médaillée de bronze de la vitesse par équipes espoirs
- Saint-Pétersbourg 2010
  -  Championne d'Europe du scratch espoirs
  -  Médaillée d'argent de la poursuite par équipes espoirs

### Championnats nationaux
- 2006
  -  Championne de Pologne de vitesse individuelle
- 2007
  -  Championne de Pologne du keirin
  -  Championne de Pologne de vitesse par équipes
- 2008
  -  Championne de Pologne de vitesse individuelle
  -  Championne de Pologne de vitesse par équipes
- 2009
  -  Championne de Pologne du keirin
  -  Championne de Pologne de vitesse par équipes
  -  Championne de Pologne du scratch
- 2010
  -  Championne de Pologne de vitesse par équipes